# Dani California
«Dani California» es el primer sencillo del noveno álbum de estudio, Stadium Arcadium, de Red Hot Chili Peppers. Primero fue publicado en iTunes y luego fue oficialmente lanzado el 2 de mayo de 2006. El estreno internacional en radio se produjo el 3 de abril de 2006, cuando Don Jantzen de la emisora de radio de Houston KTBZ-FM, emitió la canción de manera constante durante todo su programa de tres horas.
Debutó en el Billboard Hot 100, en el número 24 y llegó a su máximo en la posición sexta, convirtiéndose en el tercer sencillo de la banda (después de "Under the Bridge" y "Scar Tissue") en lograr acceder al top-ten. Además, "Dani California" se convirtió en la segunda canción de la historia en debutar en el número 1 en el Billboard Modern Rock chart, después de REM en 1994 con su hit "What's the Frecuency, Kenneth?", y también fue número uno en el gráfico de Mainstream Rock.
La canción ganó dos premios Grammy, uno a la mejor canción rock y el otro a la mejor actuación por un dúo o grupo vocal. La canción también fue nominada a mejor video musical.

## Videoclip
El 27 de marzo de 2006, los Red Hot Chili Peppers anunciaron que el 4 de abril a las 11PM se emitirá el vídeo premier de "Dani California" por MTV. El video fue dirigido por Tony Kaye, el aclamado director de American History X.
El video es una cuasi-cronología de la evolución de la música rock; el grupo toca la canción en distintos atuendos representando movimientos y figuras importantes en la historia del rock.
Flea afirmó que "La banda hizo principalmente eras, no personas existentes: rockabilly, Invasión Británica, psicodelia, funk, glam, punk, gótico, hair metal, grunge y nosotros mismos siendo la suma de todas esas partes". Mientras que la apariencia de la banda fue intencionalmente genérica en cada escena, frecuentes guiños se hicieron a ciertos artistas, incluyendo a Elvis Presley, The Beatles, Cream, Jimi Hendrix Experience, Parliament-Funkadelic, David Bowie , Sex Pistols, The Misfits, Poison, y Nirvana. El video finaliza con flashbacks de los artistas imitados durante el video: Red Hot Chili Peppers.

## Creación
En la canción, el letrista Anthony Kiedis lamenta la muerte prematura de Danielle "Dani" California, una pobre joven de Misisipi, que se convirtió en una ladrona de bancos y vivió una vida dura. Este personaje muere mientras está embarazada (en la canción no se nombra al padre). El personaje también apareció por primera vez en la canción de los Red Hot Chili Peppers Californication, "A teenage bride with a baby inside getting high on information" (Una novia adolescente embarazada drogándose con información). El personaje de la historia llega casi a su fin en "Dani California", con su muerte. "Cuando surge este groove funky me pareció un lugar perfecto para contar una historia. Se me reveló como el mismo personaje, el mismo tipo de desarrollo. Al principio me di cuenta de que estaba escribiendo sobre la misma chica".
En la canción "By The Way" también se hace mención a Dani, en la parte del estribillo donde dice "Dani the girl is singing songs to me beneath the marquee overload" (Dani está cantando canciones para mí debajo de la marquesina)

## Recepción
Poco después de su lanzamiento, la originalidad de la canción fue cuestionada por Dan Gaffney de Morning Show. Los presentadores del talk show radiofónico, Dan Gaffney y Jared Morris, señalaron que los Red Hot Chili Peppers habían plagiado el hit de 1993, "Mary Jane's Last Dance" de Tom Petty & the Heartbreakers. Para demostrarlo, se presentaron fragmentos de audio de ambas canciones al mismo tiempo (es decir, una encima de otra) en varias ocasiones. Indicaron que la progresión de acordes, clave, y el tema lírico de las canciones (ambas producidos por Rick Rubin) mostraron "similitudes sorprendentes", e instó a los oyentes a "decidir por sí mismos."
A pesar de tener progresiones de acordes similares, el sonido difiere al ser los de "Mary Jane's Last Dance": "LAm, SOL, RE, LAm" (la dórico), mientras que "Dani California" sigue "LAm, SOL, REm, LAm" (la menor). El musicólogo de la Universidad de Chicago, Travis Jackson, dice de la canción que 'las progresiones de acordes fueron similares, pero ambas tienen un groove bastante corriente en la música y no necesariamente evidencian una copia.
En una entrevista en la revista Rolling Stone, Petty negó los rumores de que tenía previsto demandar a los Chili Peppers y comentó: "tengo serias dudas de que exista alguna intención negativa. Muchas canciones de rock & roll suenan igual." Petty también dijo que a él le hizo gracia cuando The Strokes admitió abiertamente que tomó el riff de "American Girl" y lo usó en su canción "Last Nite". 
El riff de la canción también fue comparado con el ritmo de guitarra de la canción "40 years" de los Counting Crows. 

## Posición en listas
La máxima posición de Dani California fue el número 6 en el Billboard Hot 100 manteniéndose en esa posición por dos semanas, y el número 1 en las Modern Rock Tracks, permaneciendo en el lugar durante más de diez semanas. En el Reino Unido, a la canción le fue aún mejor, estuvo en el número 2 in situ durante una semana y, en la lista durante más de quince semanas.
La canción es una de las pocas canciones de los Red Hot Chili Peppers que han llegado al top 10 en el Billboard Hot 100. "Dani California" ha sumado más de 500 semanas en su conjunto en más de veinte listas de éxitos.
La canción también fue utilizada en la banda sonora de la película japonesa Death Note: The Last Name, como el tema principal.
| Listas (2006)                                                                      | Posición |
| ---------------------------------------------------------------------------------- | -------- |
| Alemania Top 100 Singles                                                           | 12       |
| Australia ARIA Top 50 Singles                                                      | 8        |
| Austria Top 75 Singles                                                             | 7        |
| Bélgica Top 50 Singles                                                             | 9        |
| Brasil Top 100 Singles                                                             | 3        |
| Canadá Billboard Hot 50 Singles                                                    | 1 (1 sm) |
| Canadá Billboard Top 50 Descargas                                                  | 1 (1 sm) |
| Chile Top 20 Singles                                                               | 4        |
| Dinamarca Top 20 Singles Archivado el 28 de septiembre de 2007 en Wayback Machine. | 1 (1 sm) |
| Eurochart Hot 100 Singles                                                          | 2        |
| Francia Top 100 Singles                                                            | 57       |
| Grecia Top 20 Singles                                                              | 9        |
| Irlanda Top 50 Singles                                                             | 7        |
| Italia Top 50 Singles                                                              | 14       |
| Noruega Top 20 Singles                                                             | 5        |
| Nueva Zelanda RIANZ Top 50 Singles                                                 | 7        |
| Países Bajos Top 40 Singles                                                        | 8        |

| Listas (2006)                          | Posición   |
| -------------------------------------- | ---------- |
| Reino Unido (U.K.) Top 75 Singles      | 2          |
| Suecia Top 60 Singles                  | 2          |
| Suiza Top 100 Singles                  | 4          |
| U.S. Billboard Hot 100                 | 6          |
| U.S. Billboard Hot Digital Songs       | 3          |
| U.S. Billboard Hot 100 Airplay (Radio) | 31         |
| U.S. Billboard Pop 100                 | 11         |
| U.S. Billboard Pop 100 Airplay (Radio) | 49         |
| U.S. Billboard Modern Rock Tracks      | 1 (12 sm)  |
| U.S. Billboard Mainstream Rock Tracks  | 1 (9 sm)   |
| U.S. Billboard Top 40 Mainstream       | 35         |
| U.S. Billboard Adult Top 40            | 8          |
| Lista Mundial                          | 2          |
| Lista Mundial de Radio                 | 1 (1 sm)   |
| MuchMusic Top 30 Videos                | 3          |
| MTV 'TRL' Estados Unidos               | 1 (3 días) |
| MTV 'Los 10+ pedidos' México           | 7          |

### Trayectoria en las listas
| Posición | 24 | 9 | 10 | 9 | 8 | 6 | 6 | 11 | 12 | 10 | 14 | 15 | 15 | 13 | 18 |

| Posición | 12 | 2 | 6 | 8 | 16 | 20 | 29 | 31 | 36 | 36 | 37 | 38 | 42 | 46 | 51 |

| Posición | 9 | 9 | 8 | 8 | 10 | 14 | 14 | 12 | 22 | 27 | 23 | 27 | 31 | 35 | 45 |

## Lista de canciones
- Sencillo en CD no. 1 (Versión Europea) W715CD1/5439 15760 2 E.U.

1. «Dani California» (Flea/Frusciante, John/Kiedis, Anthony/Smith, Chad) — 4:42
2. «Million Miles of Water» (Flea/Frusciante, John/Kiedis, Anthony/Smith, Chad) — 4:04

- Sencillo en CD no. 2 (Versión Europea) LC00392/9362 42925-2 E.U.

1. «Dani California» (Flea/Frusciante, John/Kiedis, Anthony/Smith, Chad) — 4:42
2. «Whatever We Want» (Flea/Frusciante, John/Kiedis, Anthony/Smith, Chad) — 4:48
3. «Lately» (Flea/Frusciante, John/Kiedis, Anthony/Smith, Chad) — 2:56

- Sencillo en CD (Radio Edit) PRO-CD-8018 USA

1. «Dani California» (Radio Edit) (Flea/Frusciante, John/Kiedis, Anthony/Smith, Chad) — 3:54